# Torre dei Rossi-Cerchi
La torre dei Rossi-Cerchi è un edificio storico (per quando ricostruito dopo il 1944) del centro storico di Firenze, quartiere Oltrarno. Si trova prospiciente al Ponte Vecchio, in via Guicciardini 2r angolo borgo San Jacopo e via dei Barbadori.
La torre con il palazzo Barbadori confinante apparivano nell'elenco redatto nel 1901 dalla Direzione Generale delle Antichità e Belle Arti, quali edifici monumentali da considerare patrimonio artistico nazionale.

## Storia
Esisteva in origine in questa zona (in posizione comunque arretrata rispetto all'edificio attuale) una torre edificata nel Duecento dalla famiglia guelfa dei Rossi d'Oltrarno, originari di Fiesole, assieme ad altri edifici adiacenti, in parte distrutti dai ghibellini dopo la battaglia di Montaperti del settembre 1260. Dai Rossi, dopo vari passaggi di proprietà, la torre passò ai Cerchi e, per via ereditaria, ai Canigiani. 
Alla base della fabbrica, su progetto dell'architetto Francesco Leoni, venne realizzata nel 1838 una nicchia all'interno della quale fu posta un'antica vasca di marmo e un Bacco in bronzo dal cui basamento sgorgava attraverso una testa leonina l'acqua, in modo da costituire a tutti gli effetti una fontanella pubblica. L'edificio venne restaurato su progetto di Alfredo Lensi tra il 1924 e il 1925, accentuandone il carattere medievale.

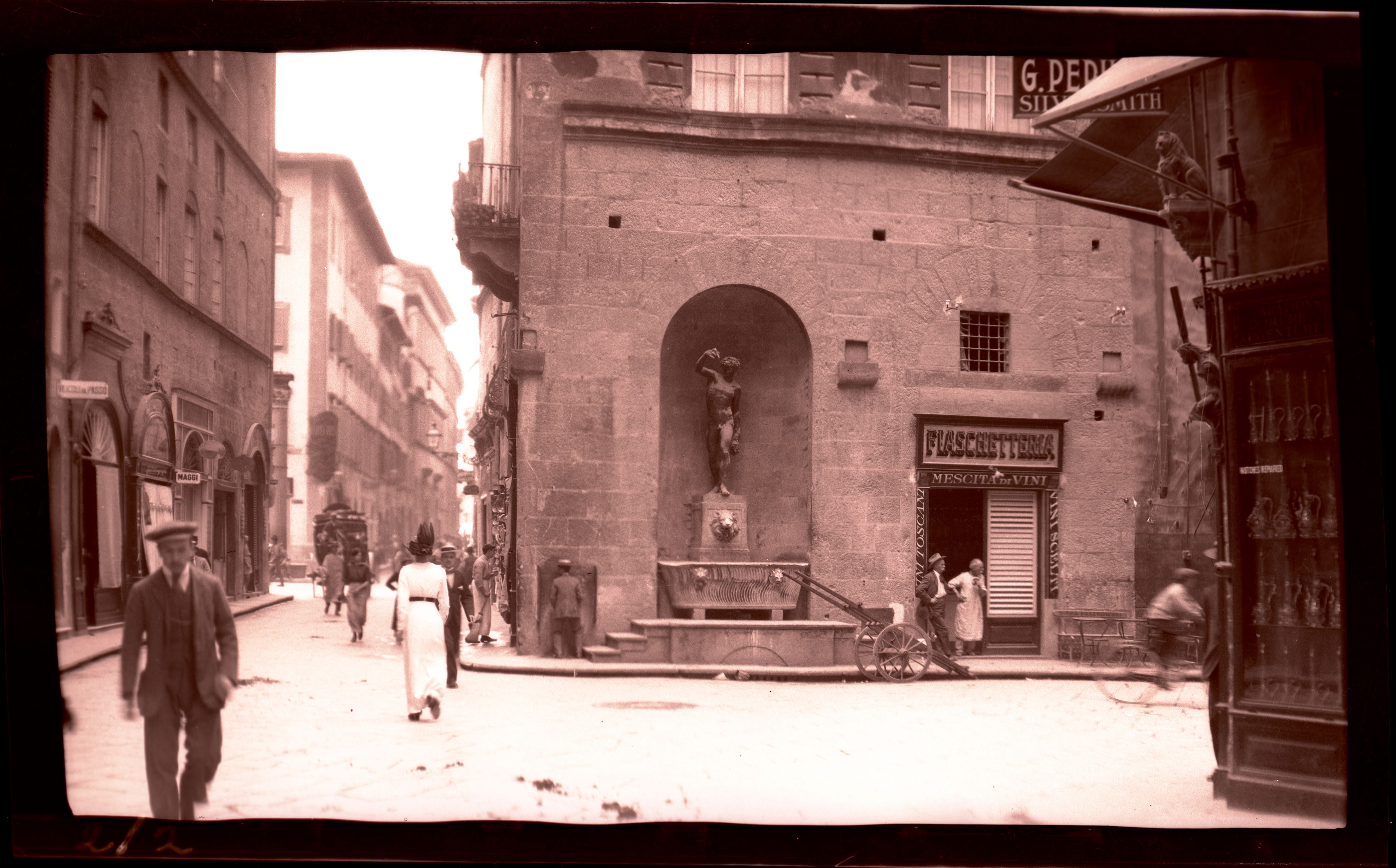
La base della torre nel 1913
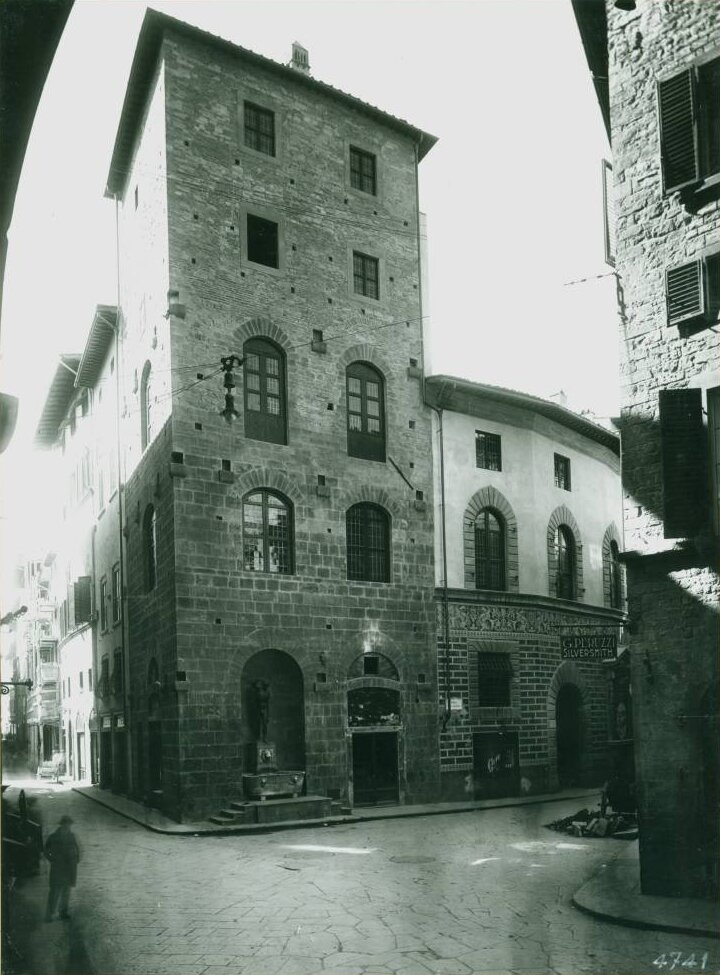
La torre nel 1926 circa
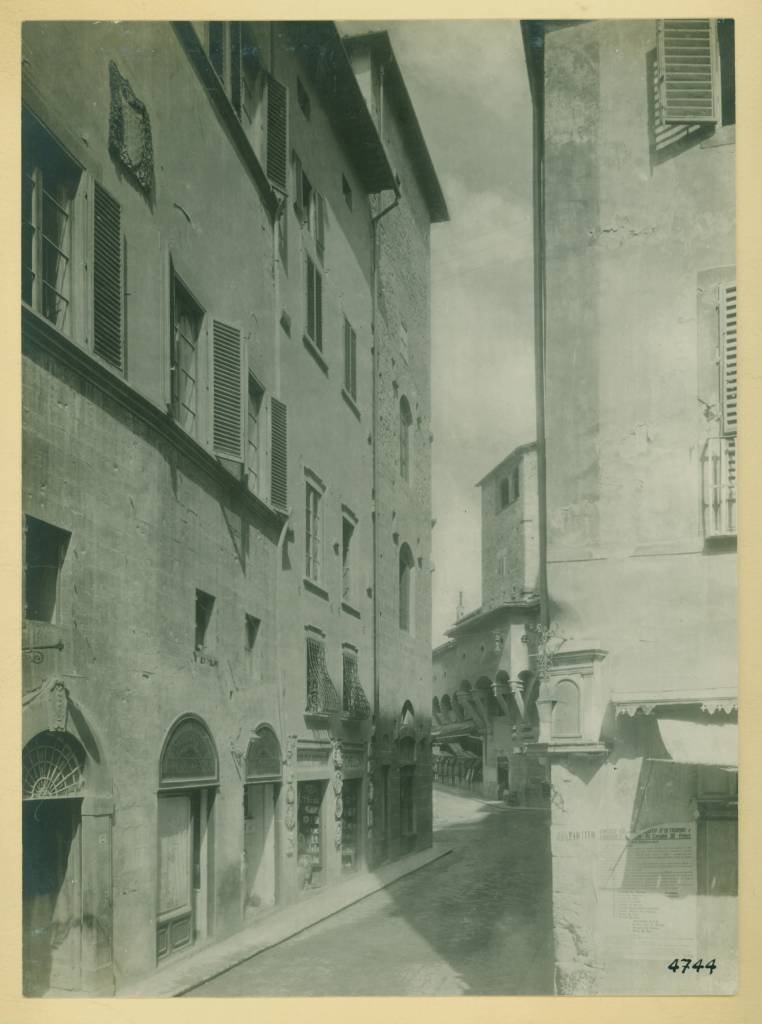
La torre prima del 1944
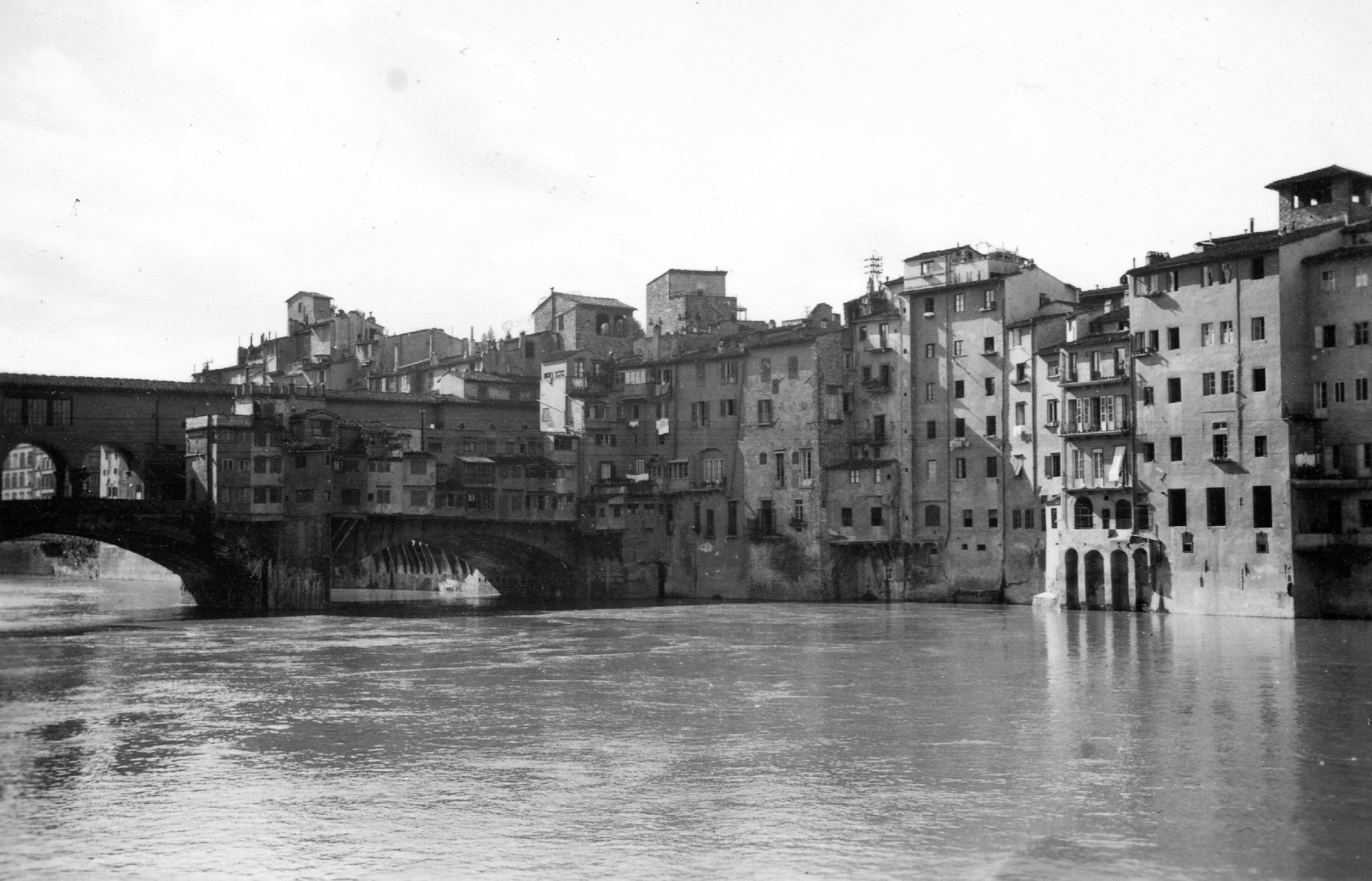
Foto storica del Ponte Vecchio e degli edifici di Borgo San Jacopo; vi si vedono le torri dei Mannelli e dei Rossi

### Distruzione e ricostruzione

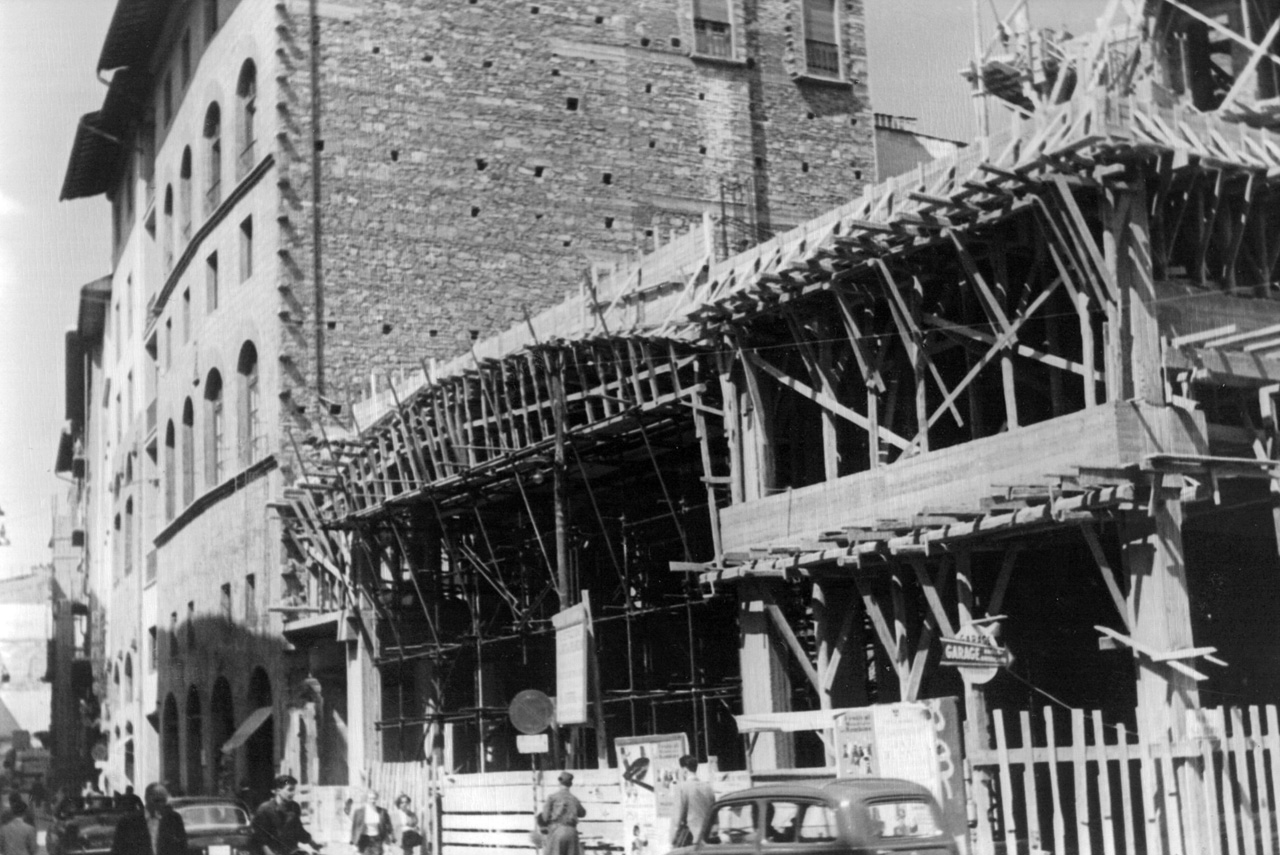
La ricostruzione della torre e della volta su via Barbadori negli anni 1950

Durante la seconda guerra mondiale la torre e il palazzo Canigiani che si sviluppava in aderenza furono distrutti (fu salva invece la statua che era stata precedentemente rimossa) dalle mine tedesche che, pur risparmiando il Ponte Vecchio, demolirono tutti gli accessi al ponte stesso. Nel 1946 il Comune di Firenze bandì un concorso per la ricostruzione degli edifici e, riguardo a questo tratto, il Gruppo San Giorgio, che riuniva architetti di prestigio, presentò un primo progetto di stampo conservatore, a cui collaborò l'allora giovane Francesco Tiezzi, allievo di Giovanni Michelucci. Nel periodo 1953-1957 Tiezzi, assieme all'architetto Valleri, elaborò un progetto di ricostruzione della zona di Borgo San Jacopo-via Guicciardini che, secondo le indicazioni urbanistiche, doveva in qualche modo ricordare la distrutta torre dei Rossi, che aveva connotato storicamente l'accesso al Ponte Vecchio. L'allora Assessore alla Cultura Pietro Bargellini riuscì anche a far inserire nel progetto anche la ricollocazione della statua del Bacco.
Il restauro dovette rispondere alle complesse esigenze urbanistiche del luogo. Tuttavia, come accennato, la posizione odierna non risponde all'antica dato che, essendo stato deciso di rettificare il tracciato di borgo San Jacopo in modo che questo consentisse la vista della torre dei Mannelli, tutta la fabbrica fu avanzata mentre parallelamente fu ridotta la profondità dell'edificio antistante, dove già era la casa della Commenda del Santo Sepolcro. 
Per quanto riguarda gli interventi conservativi recenti si segnala il restauro del parato lapideo effettuato nel 2010 (ditta esecutrice RAM Restauri Artistici e Monumentali) con parallelo intervento di manutenzione alla copia del Bacco (Nicola Salvioli). 
L'edificio è attualmente in parte sede del B&B Hotel Pitti Palace al Ponte Vecchio.

## Descrizione

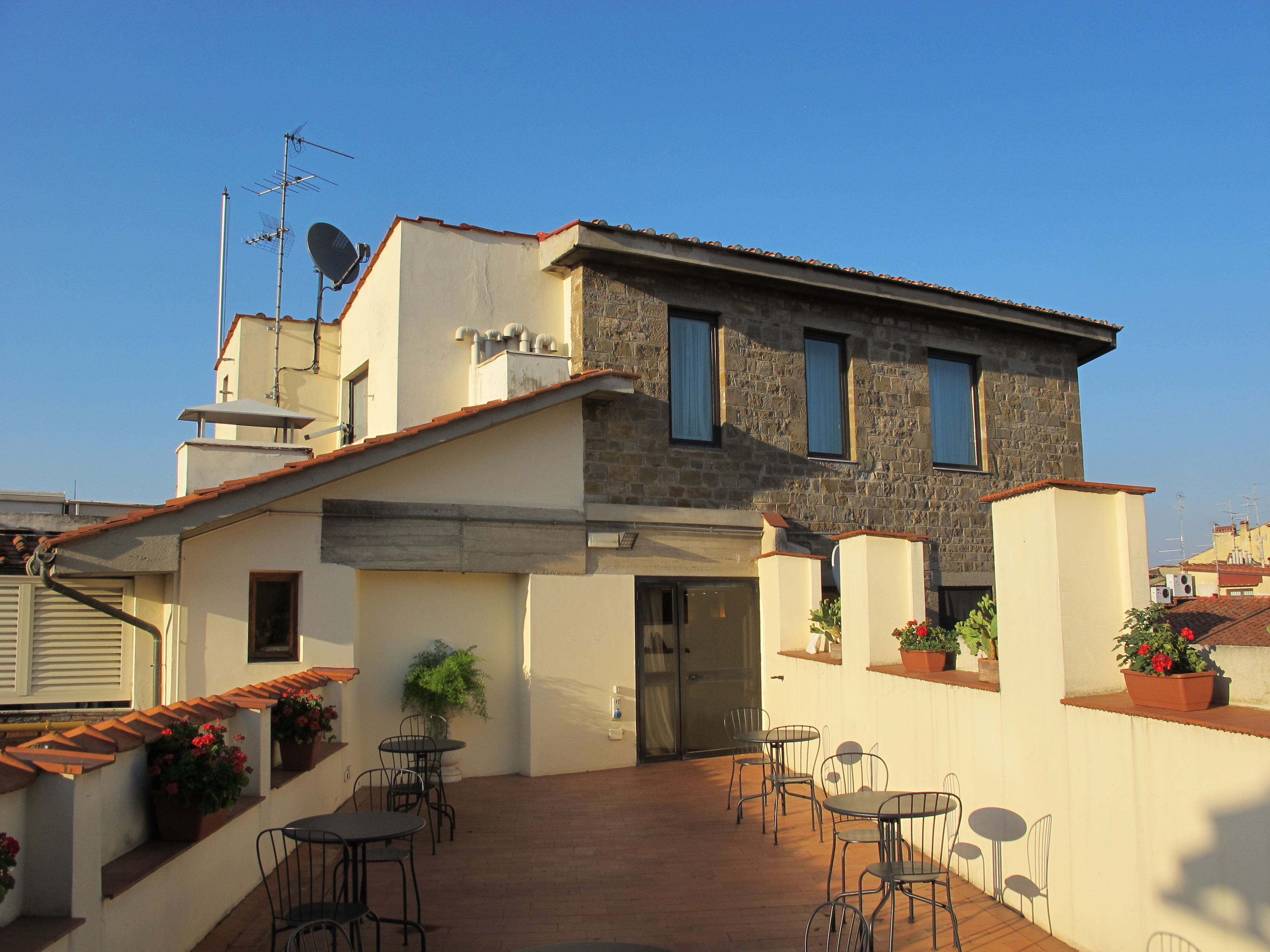
Terrazza alla sommità della torre

La ricostruzione della torre si svolse tenendo conto del “colpo d'occhio”  dal Ponte Vecchio, armonizzando vecchio e nuovo con il ricorso, almeno su quel lato, al tradizionale filaretto in pietraforte a vista. La porzione su via Guicciardini fu invece progettata in forme manifestamente moderne e comunque cercando di evocare nel disegno delle masse il carattere del luogo. Il complesso lavoro di restauro della zona riuscì a “riprodurre la trama minuta dell'edilizia precedentemente esistente” e a “ricreare un ambiente con il quale le preesistenze potessero dialogare senza traumi”. Infatti “già a quel tempo l'anomalia italiana presentava la tipica scissione tra intenzioni di stabilire un dialogo raffinato col patrimonio architettonico, come ci si aspetta da chi eredita una parte così rilevante dei beni culturali mondiali, e impossibilità di contenere le richieste dei proprietari delle aree”.

### Fontana del Bacco

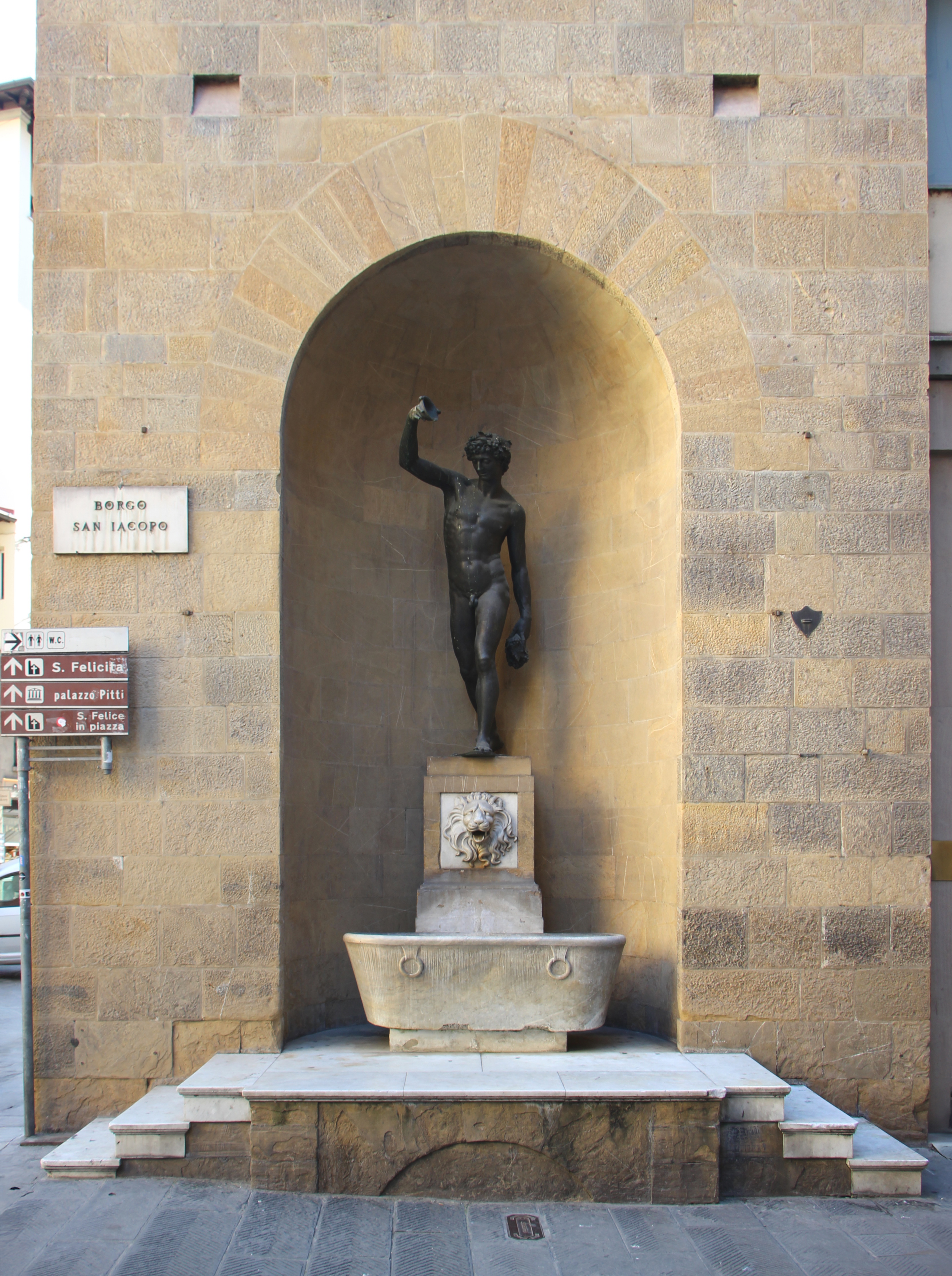
Fontana del Bacco

Alla base della torre, su progetto dell'architetto Francesco Leoni, venne realizzata nel 1838 una nicchia, all'interno della quale fu posta un'antica vasca di marmo (già parte della base della scultura del Giambologna raffigurante Ercole e Nesso quando questa si trovava sul canto de' Carnesecchi) su uno zoccolo sporgente rispetto al filo del fronte ed elevata di tre gradini, ed un Bacco in bronzo dal cui basamento sgorgava attraverso una testa leonina l'acqua, in modo da costituire a tutti gli effetti una fontanella pubblica. La scultura era reputata allora di un allievo di Benvenuto Cellini e oggi riconosciuta come opera giovanile del Giambologna databile attorno al 1560.
La notte tra il 3 e il 4 agosto 1944 anche la fontana venne distrutta, sebbene la statua del Bacco si salvò essendo stata nel frattempo trasferita nei depositi della Soprintendenza, mentre andò perduta la vasca in marmo. Nel corso dei lavori di ricostruzione si provvide a ricreare una nicchia simile alla precedente che, nel 1958, con un finanziamento dell'Azienda di Turismo, tornò ad ospitare il Bacco e una diversa vasca, questa volta costituita da un sarcofago di epoca romana. Un'incisione nella nicchia ne ricorda la data e le circostanze della ricostruzione. 
Nel 2006, dopo il suo restauro, la statua è stata collocata al Museo nazionale del Bargello e qui sostituita da un calco (Meridiana Restauri con fusione eseguita dalla Fonderia Artistica Ferdinando Marinelli di Firenze).